# 藤吉建二
藤吉 建二（ふじよし けんじ、1944年2月14日 - ）は、日本の実業家。三井化学代表取締役会長、石油化学工業協会会長、日本化学工業協会副会長。東レ元社長の藤吉次英は実父。

## 略歴
- 1969年:京都大学大学院工学研究科修士課程修了
- 1969年:三井石油化学工業（現在の三井化学）入社
- 1995年:同社生産技術研究所長
- 1997年:同社取締役 研究開発本部基礎石化研究開発センター長
- 1999年:同社取締役 研究開発本部研究開発管理部長
- 2002年:同社常務取締役 S計画準備室長
- 2004年:同社専務取締役
- 2005年:同社代表取締役社長
- 2009年:同社代表取締役会長
- 2022年:旭日重光章受章[1][2]

三井化学は、2009年3月期に国内の化学企業としては過去最大となる営業損益で455億円、最終損益で952億円の赤字を計上した。また、同社は2010年3月期においても引き続き赤字決算となることが見込まれるため、藤吉は2009年の株主総会（6月24日）をもって引責辞任し、田中稔一へ社長職を譲り、自身は会長へ退いた。同社が最終赤字を計上するのは1997年の同社設立以来で初めて。